# Copland
Copland és un sistema operatiu desenvolupat per Apple per a ordinadors Macintosh entre 1994 i 1996, però mai llançat comercialment. Estava pensat per ser llançat amb el nom de System 8, i més tard, Mac OS 8. Planejat com un successor modern de l'envellit System 7, Copland va introduir memòria protegida, multitasca preventiva i diverses funcions subjacents del sistema operatiu, tot conservant la compatibilitat amb les aplicacions Mac existents. El successor previst de Copland, amb el nom en clau Gershwin, tenia la intenció d'afegir funcions més avançades com ara el multithreading a nivell d'aplicació.
El desenvolupament va començar oficialment el març de 1994. Durant els anys següents, les visualitzacions prèvies de Copland van obtenir molta premsa, introduint l'audiència de Mac als conceptes del sistema operatiu com l'orientació d'objectes, la protecció contra accidents i la multitasca. El maig de 1996, Gil Amelio va declarar que Copland era l'objectiu principal de la companyia, amb l'objectiu d'un llançament a finals d'any. A l'interior, però, l'esforç de desenvolupament es va veure afectat per problemes a causa de la disfunció del personal corporatiu i de la gestió de projectes. Les fites del desenvolupament i les dates de llançament dels desenvolupadors es van perdre repetidament.
Ellen Hancock va ser contractada per recuperar el projecte, però ràpidament va arribar a la conclusió que no es podria enviar mai. L'agost de 1996, es va anunciar que Copland va ser cancel·lada i Apple buscaria fora de l'empresa un nou sistema operatiu. Entre moltes opcions, van seleccionar NeXTSTEP i van comprar NeXT el 1997 per obtenir-lo. Durant el període intermedi, mentre NeXTSTEP es va portar al Mac, Apple va llançar el Mac OS 8, molt més antic, el 1997 basat en l'addició de components de Copland i el Mac OS 9 el 1999 per a la transició cap endavant. Mac OS X es va convertir en el sistema operatiu de nova generació d'Apple l'any 2001.
L'esforç de desenvolupament de Copland s'ha descrit com un exemple de fluència de característiques. L'any 2008, PC World va incloure Copland en una llista de les falles més grans del projecte en la història de la tecnologia de la informació (TI).

## Disseny
La prehistòria de Copland comença amb una comprensió del llegat de Mac OS i els seus problemes arquitectònics per resoldre.Llançat l'any 1984, el Macintosh i el seu sistema operatiu es van dissenyar des del principi com un sistema d'un sol usuari i una única tasca, la qual cosa va permetre simplificar molt el desenvolupament del maquinari. Com a efecte secundari d'aquest model d'aplicació única, els desenvolupadors originals de Mac van poder aprofitar diverses simplificacions comprometedores que van permetre grans millores en el rendiment, fins i tot més ràpid que la Lisa, molt més cara. Però aquest disseny també va comportar diversos problemes per a una futura expansió.

## Desenvolupament
El projecte Copland va ser anunciat per primera vegada per David Nagel el maig de 1994. Parts de Copland, com una versió inicial del nou sistema de fitxers, es van demostrar a la Conferència Mundial de Desenvolupadors d'Apple el maig de 1995. Apple va prometre que un llançament beta de Copland estaria llest a finals d'any, per al llançament comercial final a principis de 1996.  Gershwin seguiria l'any següent. Al llarg de l'any, Apple va llançar diverses maquetes a diverses revistes que mostraven com seria el nou sistema i va comentar contínuament que l'empresa estava totalment compromesa amb aquest projecte. A finals d'any, però, no s'havia produït cap versió per a desenvolupadors.

L'arquitectura d'execució de Copland inclou caixes morades que mostren fils de control, i les línies gruixudes mostren diferents particions de memòria. A la part superior esquerra hi ha la caixa blava, amb diverses aplicacions del System 7 (blau) i el codi de la caixa d'eines que les admet (verd). Dues aplicacions sense cap s'estan executant als seus propis espais, proporcionant fitxers i serveis web. A la part inferior hi ha els servidors del sistema operatiu al mateix espai de memòria que el nucli, cosa que indica la col·locació.